# Zoilo Saldombide
Zoilo Lucas Saldombide (ur. 26 października 1903 w Canelones, zm. 4 grudnia 1981) – piłkarz urugwajski, napastnik.
Jako piłkarz klubu Montevideo Wanderers był w kadrze reprezentacji Urugwaju na igrzyskach olimpijskich w 1924 roku, kiedy to Urugwaj zdobył złoty medal. W tym samym roku wchodził również w skład reprezentacji na turniej Copa América 1924, w którym Urugwaj zdobył mistrzostwo Ameryki Południowej, jednak 19-letni Saldombide, podobnie jak w czasie igrzysk olimpijskich, nie zagrał w żadnym meczu.
Następnie wziął udział w Copa América 1926, gdzie tym razem był podstawowym zawodnikiem drużyny i zagrał we wszystkich czterech meczach - z Chile, Argentyną, Boliwią i Paragwajem (zdobył 2 bramki). Urugwaj z kompletem zwycięstw ponownie zdobył mistrzostwo Ameryki Południowej.
Choć nie było go w kadrze narodowej w dwóch kolejnych turniejach Copa América (Copa América 1927 i Copa América 1929), a także nie pojechał na igrzyska olimpijskie w 1928, wciąż jako gracz Wanderers był w kadrze narodowej podczas mistrzostw świata w 1930 roku. Urugwaj zdobył wówczas tytuł mistrza świata, jednak Saldombide nie wystąpił w żadnym ze spotkań.
Po mistrzostwach świata został zawodnikiem klubu Club Nacional de Football.
W reprezentacji Urugwaju od 10 grudnia 1922 do 21 września 1928 rozegrał 13 meczów i strzelił 3 bramki.